# Campeonato Nacional de Basquete Masculino de 2007
O Campeonato Nacional de Basquete Masculino de 2007 (18ª edição) foi um torneio realizado a partir de 12 de novembro de 2006 até 2 de julho de 2007 por treze equipes representando sete estados.

## Participantes
CETAF, Vila Velha/ES

 Flamengo, Rio de Janeiro/RJ

 Franca, Franca/SP

 Grajaú C.C., Rio de Janeiro/RJ

 Iguaçu, Nova Iguaçu/RJ

 Joinville BA, Joinville/SC

 Lobos Brasília, Brasília/DF

 Londrina-ULB, Londrina/PR

 Minas, Belo Horizonte/MG

 Paulistano, São Paulo/SP

 Rio Claro, Rio Claro/SP

 Saldanha da Gama, Vitória/ES

 Unitri/Uberlândia, Uberlândia/MG

## Regulamento

### Fórmula de disputa
O Campeonato Nacional de Basquete Masculino foi disputado por 13 equipes em duas fases:
- Fase classificatória: As 13 equipes disputaram partidas em um sistema de turno e returno, em que enfrentaram todos os adversários em seu mando de quadra e fora dele.
- Playoffs: As oito equipes classificadas jogaram num sistema mata mata e a vencedora desses foi declarada Campeã Nacional de Basquete Masculino de 2007. É dividida em três partes:
  - Quartas de final: Foi disputada pelas equipes que passaram da primeira fase, seguindo a lógica: (1ª x 8ª); (2ª x 7ª); (3ª x 6ª); (4ª x 5ª). Estas jogaram partidas em melhor de cinco (jogos), sendo dois mandos de campo para cada e o jogo de desempate, se houvesse, no ginásio da equipe com o melhor índice técnico da fase classificatória.
  - Semifinais: Foi disputada pelas equipes que passaram das quartas de final, seguindo a lógica: vencedor A x vencedor D e vencedor B x vencedor C. Estas jogaram partidas em melhor de cinco (jogos), sendo dois mandos de campo para cada e o jogo de desempate, se houvesse, no ginásio da equipe com o melhor índice técnico da fase classificatória.
  - Final: Foi disputada entre as duas equipes vencedoras das semifinais, em melhor de cinco (jogos), sendo dois mandos de campo para cada e o jogo de desempate, se houvesse, no ginásio da equipe com o melhor índice técnico da fase classificatória. A equipe vencedora foi declarada campeã da competição.

### Critérios de desempate
1º: Confronto direto

2º: Saldo de cestas dos jogos entre as equipes

3º: Melhor cesta average (se o empate foi entre duas equipes)

4º: Sorteio

### Pontuação
Vitória: 2 pontos

Derrota: 1 ponto

Não comparecimento: 0 pontos

## Classificação
| 1  | Universo/BRB/Brasília      | 45 | 23 | 22 | 1  | 2204 | 1797 | 1,22649 | 95,7 |
| 2  | Unimed/Franca              | 40 | 23 | 17 | 6  | 1894 | 1640 | 1,15488 | 73,9 |
| 3  | Unitri/Converse/Uberlândia | 40 | 23 | 17 | 6  | 1798 | 1576 | 1,14086 | 73,9 |
| 4  | Pitágoras/Minas            | 39 | 23 | 16 | 7  | 1937 | 1756 | 1,10308 | 69,6 |
| 5  | Paulistano/Dix Amico       | 37 | 23 | 14 | 9  | 2044 | 1933 | 1,05742 | 60,9 |
| 6  | Bandeirantes/Rio Claro     | 37 | 23 | 14 | 9  | 1960 | 1798 | 1,09010 | 60,9 |
| 7  | Flamengo/Petrobras         | 35 | 23 | 12 | 11 | 1833 | 1806 | 1,01495 | 52,2 |
| 8  | Saldanha da Gama           | 32 | 23 | 9  | 14 | 1806 | 1911 | 0,94505 | 39,1 |
| 9  | Joinville/Dânica-SC        | 31 | 23 | 8  | 15 | 1724 | 1727 | 0,99826 | 34,8 |
| 10 | Inesul/ULB-Londrina        | 29 | 23 | 6  | 17 | 1630 | 1838 | 0,88683 | 26,1 |
| 11 | Cetaf/Vila Velha           | 29 | 23 | 6  | 17 | 1509 | 1694 | 0,89079 | 26,1 |
| 12 | Iguaçu Basquete Clube      | 26 | 23 | 3  | 20 | 1384 | 1984 | 0,69758 | 13,0 |
| 13 | Grajaú Country*            | 9  | 12 | 0  | 12 | 547  | 810  | 0,67531 | 0,0  |

|  |                                           |
|  | Zona de classificação às quartas de final |

* A equipe de Grajaú abandonou o campeonato ao final do Turno.

## Fase final
|  | Quartas de final | Quartas de final       | Quartas de final | Quartas de final | Quartas de final | Quartas de final | Quartas de final | Quartas de final |              |                 | Semifinal | Semifinal | Semifinal | Semifinal | Semifinal | Semifinal | Semifinal | Semifinal |  |  | Final | Final        | Final | Final | Final | Final | Final | Final |
|  |                  |                        |                  |                  |                  |                  |                  |                  |              |                 |           |           |           |           |           |           |           |           |  |  |       |              |       |       |       |       |       |       |
|  | 1                | Universo/BRB           | 85               | 123              | 95               |                  |                  | 3                |              |                 |           |           |           |           |           |           |           |           |  |  |       |              |       |       |       |       |       |       |
|  | 8                | Saldanha da Gama       | 60               | 74               | 87               |                  |                  | 0                |              |                 |           |           |           |           |           |           |           |           |  |  |       |              |       |       |       |       |       |       |
|  | 8                | Saldanha da Gama       | 60               | 74               | 87               |                  | 1                | 0                | Universo/BRB | 90              | 99        | 75        | 91        |           | 3         |           |           |           |  |  |       |              |       |       |       |       |       |       |
|  |                  |                        |                  |                  |                  |                  |                  |                  | Universo/BRB | 90              | 99        | 75        | 91        |           | 3         |           |           |           |  |  |       |              |       |       |       |       |       |       |
|  |                  | 4                      | Pitágoras/Minas  | 76               | 84               | 77               | 79               |                  | 1            |                 |           |           |           |           |           |           |           |           |  |  |       |              |       |       |       |       |       |       |
|  | 4                | 4                      | Pitágoras/Minas  | 76               | 84               | 77               | 79               | Pitágoras/Minas  | 1            | 109             | 83        | 90        | 93        | 79        | 3         |           |           |           |  |  |       |              |       |       |       |       |       |       |
|  | 4                |                        |                  |                  |                  |                  |                  | Pitágoras/Minas  |              | 109             | 83        | 90        | 93        | 79        | 3         |           |           |           |  |  |       |              |       |       |       |       |       |       |
|  | 5                | Paulistano/Dix Amico   | 92               | 75               | 103              | 98               | 78               | 2                |              |                 |           |           |           |           |           |           |           |           |  |  |       |              |       |       |       |       |       |       |
|  |                  |                        |                  |                  |                  |                  |                  |                  |              |                 |           |           |           |           |           |           |           |           |  |  | 1     | Universo/BRB | 96    | 87    | 83    | 93    |       | 3     |
|  |                  |                        | 2                | Unimed/Franca    | 76               | 69               | 90               | 88               |              | 1               |           |           |           |           |           |           |           |           |  |  |       |              |       |       |       |       |       |       |
|  | 3                | Unitri/Converse        | 88               | 63               | 85               | 87               |                  | 3                |              |                 |           |           |           |           |           |           |           |           |  |  |       |              |       |       |       |       |       |       |
|  | 6                | Bandeirantes/Rio Claro | 87               | 86               | 81               | 78               |                  | 1                |              |                 |           |           |           |           |           |           |           |           |  |  |       |              |       |       |       |       |       |       |
|  | 6                | Bandeirantes/Rio Claro | 87               | 86               | 81               | 78               |                  | 1                | 3            | Unitri/Converse | 75        | 99        | 87        | 72        | 84        | 2         |           |           |  |  |       |              |       |       |       |       |       |       |
|  |                  |                        |                  |                  |                  |                  |                  |                  | 3            | Unitri/Converse | 75        | 99        | 87        | 72        | 84        | 2         |           |           |  |  |       |              |       |       |       |       |       |       |
|  |                  | 2                      | Unimed/Franca    | 74               | 97               | 90               | 73               | 90               | 3            |                 |           |           |           |           |           |           |           |           |  |  |       |              |       |       |       |       |       |       |
|  | 2                | 2                      | Unimed/Franca    | 74               | 97               | 90               | 73               | 90               | 3            | Unimed/Franca   | 88        | 77        | 87        |           |           | 3         |           |           |  |  |       |              |       |       |       |       |       |       |
|  | 2                |                        |                  |                  |                  |                  |                  |                  |              | Unimed/Franca   | 88        | 77        | 87        |           |           | 3         |           |           |  |  |       |              |       |       |       |       |       |       |
|  | 7                | Flamengo/Petrobras     | 68               | 74               | 77               |                  |                  | 0                |              |                 |           |           |           |           |           |           |           |           |  |  |       |              |       |       |       |       |       |       |

## Finais

### Primeiro jogo
| 23 de junho 13:00 |                                                       | Universo/BRB | 96–76                                                                 | Unimed/Franca |  | Ginásio Nilson Nelson, Brasília Árbitros: Cristiano Maranho Mauricio Serour Zilda Pessoa |  |
| 23 de junho 13:00 | Placar por quarto: 16 - 21, 25 - 20, 32 - 14, 23 - 21 |              |                                                                       |               |  | Ginásio Nilson Nelson, Brasília Árbitros: Cristiano Maranho Mauricio Serour Zilda Pessoa |  |
| 23 de junho 13:00 | Pts: Nezinho (25) Rbts: Luís (12) Asts: Nezinho (8)   |              | Pts: Matheus, Murilo (14) Rbts: Matheus, Murilo (8) Asts: Helinho (3) |               |  | Ginásio Nilson Nelson, Brasília Árbitros: Cristiano Maranho Mauricio Serour Zilda Pessoa |  |

### Segundo jogo
| 24 de junho 12:30 |                                                          | Universo/BRB | 87–69                                                               | Unimed/Franca |  | Ginásio Nilson Nelson, Brasília Árbitros: Carlos Renato Santos Eduardo Augusto Joselita Borges |  |
| 24 de junho 12:30 | Placar por quarto: 16 - 15, 21 - 21, 25 - 18, 25 - 15    |              |                                                                     |               |  | Ginásio Nilson Nelson, Brasília Árbitros: Carlos Renato Santos Eduardo Augusto Joselita Borges |  |
| 24 de junho 12:30 | Pts: Nezinho, Luís (15) Rbts: Luís (9) Asts: Nezinho (5) |              | Pts: Helinho (29) Rbts: Murilo (8) Asts: Matheus, Lang, Helinho (2) |               |  | Ginásio Nilson Nelson, Brasília Árbitros: Carlos Renato Santos Eduardo Augusto Joselita Borges |  |

### Terceiro jogo
| 27 de junho 20:00 |                                                           | Unimed/Franca | 90–83                                                          | Universo/BRB |  | Ginásio Pedrocão, Franca Árbitros: Carlos Renato Santos Sergio Pacheco Dimitrius Pires |  |
| 27 de junho 20:00 | Placar por quarto: 19 - 19, 30 - 20, 15 - 17, 26 - 27     |               |                                                                |              |  | Ginásio Pedrocão, Franca Árbitros: Carlos Renato Santos Sergio Pacheco Dimitrius Pires |  |
| 27 de junho 20:00 | Pts: Rogério (21) Rbts: Lang, Drudi (9) Asts: Helinho (8) |               | Pts: Nezinho (23) Rbts: Cipriano (9) Asts: Arthur, Nezinho (3) |              |  | Ginásio Pedrocão, Franca Árbitros: Carlos Renato Santos Sergio Pacheco Dimitrius Pires |  |

### Quarto jogo
| 29 de junho 18:30 |                                                        | Unimed/Franca | 88–93                                                               | Universo/BRB |  | Ginásio Pedrocão, Franca Árbitros: Carlos Renato Santos Joaquins Feitosa Angela Bellinati |  |
| 29 de junho 18:30 | Placar por quarto: 22 - 23, 17 - 29, 25 - 21, 24 - 20  |               |                                                                     |              |  | Ginásio Pedrocão, Franca Árbitros: Carlos Renato Santos Joaquins Feitosa Angela Bellinati |  |
| 29 de junho 18:30 | Pts: Rogério (19) Rbts: Rogério (11) Asts: Helinho (5) |               | Pts: Alex, Nezinho (20) Rbts: Nezinho (11) Asts: Ratto, Nezinho (6) |              |  | Ginásio Pedrocão, Franca Árbitros: Carlos Renato Santos Joaquins Feitosa Angela Bellinati |  |

0
| Campeonato Nacional de Basquete Masculino 2007 |
| ---------------------------------------------- |
| Universo/BRB Campeão (1° título Brasileiro)    |